# José Reginaldo Andrietta
Dom José Reginaldo Andrietta,  (Pirassununga, 7 de Março de 1957) é um prelado católico brasileiro,  Bispo da Diocese de Jales.

## Biografia
José Reginaldo Andrietta é natural de Pirassununga, nascido em 7 de março de 1957. É filho de Octávio Andrietta e Therezinha Octaviano Andrietta. Recebeu a ordenação presbiteral no dia 18 de março de 1983, na paróquia Senhor Bom Jesus dos Aflitos, na cidade natal. Possui bacharelado em Filosofia e Teologia pela Pontifícia Universidade Católica de Campinas. É especialista em Catequese pelo Instituto Internacional de Catequese e Pastoral Lumen Vitae, Bruxelas, Bélgica e Catequese e Pastoral pela Universidade Católica de Lovaina, Louvain-la-Neuve, Bélgica. Em 2009, concluiu o mestrado em Teologia Pastoral também pela Universidade Católica de Lovaina.

## Funções
Responsabilidades pastorais como presbítero: Assessor Nacional da Juventude Operária Católica Brasileira, nomeado pela CNBB (de março de 1983 a setembro de 1987).
Vigário Paroquial das Paróquias São Cristóvão e Santa Terezinha de Limeira (Projeto Pastoral Periferia da Cidade de Limeira) e Assessor Nacional da Juventude Operária Católica da Argentina (de novembro de 1986 a dezembro de 1990).
Assessor Continental da Juventude Operária Cristã Internacional para as Américas do Sul, Central e do Norte, e do Caribe, com sede no Equador (de janeiro de 1991 a novembro de 1994).
Vigário Paroquial das Paróquias Nossa Senhora do Carmo e São Benedito de Americana – SP (de dezembro de 1994 a fevereiro de 1997).
Vice-coordenador e Orientador de Estudos do Propedêutico e Membro da Equipe de Formadores do Seminário da Diocese de Limeira (de dezembro de 1994 a fevereiro de 1997).
Assessor Nacional da Juventude Operária Cristã dos Estados Unidos, com sede em Baltimore – MD (de abril de 1997 a fevereiro de 2000).
Assessor Mundial da Juventude Operária Cristã Internacional, com sede em Bruxelas, Bélgica; acompanhamento do trabalho desta organização, especialmente no continente africano (de março de 2000 a agosto de 2006).
Vigário Paroquial da Paróquia Sagrada Família (Schaerbeek), Bruxelas, Bélgica (de agosto de 2000 a junho de 2003).
Vigário Paroquial para a Unidade Pastoral Kerkebeek: Paróquias Santa Suzana e Sagrada Família (Schaerbeek); Nossa Senhora e São Vicente (Evere); e Santa Elisabete (Haren), Bruxelas, Bélgica (de julho de 2003 a junho de 2009).
Pároco da Paróquia São Judas Tadeu de Americana – SP (de setembro de 2009 a dezembro de 2015).
Diretor Eclesiástico da Diaconia São Judas Tadeu de Americana (de setembro de 2009 a dezembro de 2015).
Professor de Teologia Pastoral do Centro Diocesano de Formação Teológica da Diocese de Limeira (de março de 2011 a dezembro de 2015).
Membro do Conselho de Presbíteros da Diocese de Limeira, como representante da Região Sul (de janeiro de 2014 a dezembro de 2015).

## Episcopado
No dia 21 de outubro de 2015 foi nomeado bispo de Jales, sua ordenação ocorreu dia 27 de Dezembro de 2015.